# Харисън (окръг, Мисури)
Вижте пояснителната страница за други значения на Харисън.
Окръг Харисън (на английски: Harrison County) е окръг в щата Мисури, Съединени американски щати. Площта му е 1880 km², а населението - 8850 души (2000). Административен център е град Бетани.